# Леле Понс
Елеонора «Леле» Понс Маронесе (англ. Eleonora «Lele» Pons Maronese; нар. 25 червня 1996, Каракас, Венесуела) — американська інтернет-знаменитість венесуельського походження, найбільш відома своїми 6-ти секундними відео на сервісі Vine. Станом на 13 червня 2016 року Понс отримала 8,4 млрд повторів на Vine, що робить її користувачкою яка має найбільшу кількість переглядів на даному сервісі. Також у Леле 41,2 млн підписників в Instagram.
Більша кількість відео Понс складається з розіграшів над собою, друзями, однокласниками і сім'єю.

## Життєпис
Леле Понс народилася 25 червня 1996 року в Каракасі, Венесуела. Коли їй було п'ять років, її сім'я переїхала в США, де оселилася в Маямі, штат Флорида. Там у 2015 році Леле закінчила старшу школу Маямі-Кантрі-Дей, після чого переїхала в Лос-Анджелес. За її словами, в школі у неї майже не було друзів і вона була об'єктом насмішок через акцент та ніс. Згодом Леле зробила пластичну операцію і змінила форму носа.
Понс отримала свій перший телефон в 15 років, і незабаром познайомилася з сервісом Vine. Пізніше Понс стала одним з найвідоміших вайнерів, ставши першою, хто подолав поріг 1 млрд повторів. Станом на 1 вересня 2015 року вона була вайнером з найбільшою кількістю переглядів за весь час існування вайнів, маючи 6,7 мільярдів повторів. Крім того, Понс є однією з вайнерів, на яких найбільше підписуються, маючи понад 29,7 млн підписників. Також вона є творцем відомої фрази «Do It For The Vine» (укр. «Зроби це для Vine»).
Понс спільно з письменницею, автором бестселера New York Times, Мелісою Де Ла Круз написала книгу під назвою «Surviving High School» (укр. «Виживання в старшій школі»), яка була опублікована в квітні 2016.
У 2016 році Леле зустрілася з Мішель Обамою спільно зі своїми колегами-вайнерами Жеромом Жарром і Ендрю Бечелором (відомий як King Bach). У тому ж році Понс з'явилася у другому сезоні серіалу «Крик».
Понс співпрацює з Shots Studios для створення відео і в 2016 році запустила свій канал на YouTube.
19 серпня 2020 року Понс випустила перший епізод подкасту Best Kept Secrets на Spotify.